# Francesco Cantelli

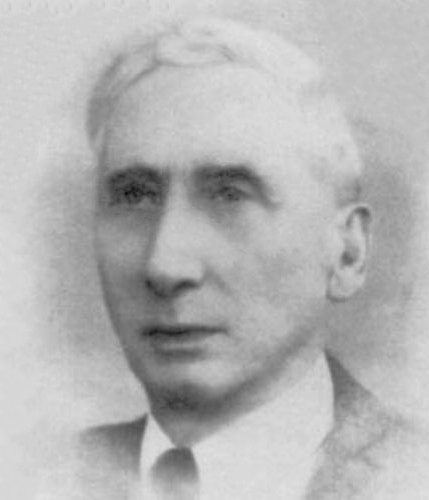
Francesco Cantelli

Francesco Paolo Cantelli (* 20. Dezember 1875 in Palermo; † 21. Juli 1966 in Rom) war ein italienischer Mathematiker. Am bekanntesten ist er für das Borel-Cantelli-Lemma und die Cantellische Ungleichung aus der Wahrscheinlichkeitstheorie. Er entwickelte außerdem, wie auch Waleri Iwanowitsch Gliwenko, den Gliwenko-Cantelli-Satz und bewies eine Version des starken Gesetzes der großen Zahlen (siehe Satz von Cantelli).

## Leben
Cantelli studierte in Palermo Mathematik und schrieb seine Abschlussarbeit 1899 über Störungstheorie von Planeten in der Himmelsmechanik. Er war Mathematiklehrer an höheren Schulen und nebenbei am Observatorium in Palermo beschäftigt. Dort befasste er sich mit der statistischen Analyse von Daten und wandte sich der Wahrscheinlichkeitsrechnung zu. 1903 wurde er Aktuar am Istituti di Previdenza und später Gründer der italienischen Aktuarsvereinigung Istituto Italiano degli Attuari sowie Herausgeber der wichtigen Aktuarszeitschrift Giornale dell'Istituto Italiano degli Attuari. 1923 ging er zurück an die Universität als Professor für Versicherungsmathematik mit den Stationen Catania, Neapel (ab 1925) und Rom (ab 1931). Er blieb Professor in Rom bis zu seinem Ruhestand 1951.